# 马首乡
马首乡，曾是中华人民共和国山西省晋中市寿阳县下辖的一个乡镇级行政单位。2021年4月，撤销马首乡，整建制并入朝阳镇。

## 行政区划
马首乡下辖以下地区：
马首村、大照村、北郭村、吴逯垴村、富村、三岔村、钮家庄村、碧石村、石泉村和河底村。